# Boris Abramowicz (pianista)
Boris Abramowicz (ur. 1910, zm. 1986) – radziecki i rosyjski pianista
W 1930 ukończył Konserwatorium Moskiewskie. W latach 1933–1983 był koncertmistrzem Filharmonii Moskiewskiej. Występował w zespole z najwybitniejszymi śpiewakami (Ksienija Dierżynska, Anatolij Doliwo i inni), był stałym akompaniatorem-repetytorem Antoniny Nieżdanowej .